# 1920 en Ontario
Chronologie de l'Ontario
- 1916
- 1917
- 1918
- 1919
- 1920
- 1921
- 1922
- 1923
- 1924

Cette page concerne des événements d'actualité qui se sont produits durant l'année 1920 dans la province canadienne de l'Ontario.

## Politique
- Premier ministre : Ernest Charles Drury (parti Unité Fermiers)
- Chef de l'Opposition: Hartley Dewart (en) (Parti libéral)
- Lieutenant-gouverneur: Lionel Herbert Clarke (en)
- Législature: 15e (en)

## Événements
- Football : l'Université de Toronto remporte la Coupe Grey contre les Argonauts de Toronto.
- Esther Marjorie Hill (1895-1985) devient la première femme architecte au Canada qu'elle a un diplôme de l'Université de Toronto.

### Mars
- 12 mars : implantation du premier Lions Clubs à Windsor.

### Avril
- 1er avril : Les Sénateurs d'Ottawa remporte la Coupe Stanley en battant les Metropolitans de Seattle.

### Mai
- 7 mai : Des artistes de Toronto se réunissent et se donnent comme nom Groupe des Sept.

### Juillet
- 11 juillet : Charles Stephens (en), un coiffeur et cascadeur de Bristol, en Angleterre, meurt en essayant d'aller dans les chutes du Niagara.

### Novembre
- 8 novembre : Inauguration du Capitol Cinéma (en) à Ottawa, seul vrai palais du film (en) de la capitale.

## Naissances
- 4 janvier : James William Baskin, député fédéral de Renfrew-Sud (1957-1963) († 8 janvier 1999).
- 19 mars : Lloyd Francis (en), député fédéral de Carleton (1963-1965) et Ottawa-Ouest (1968-1972, 1974-1979, 1980-1984) et 30e président de la Chambre des communes du Canada († 20 janvier 2007).
- 2 mai : William Hutt (en), acteur († 27 juin 2007).
- 15 juin : Sam Sniderman, homme d'affaires et fondateur de la firme Sam the Record Man († 23 septembre 2012).
- 24 juin : Joe Greene, député fédéral de Renfrew-Sud (1963-1968) et Niagara Falls (1968-1972) et sénateur († 23 octobre 1978).
- 3 août : Lucien Lamoureux, député fédéral de Stormont (1962-1968) et Stormont—Dundas (1968-1974) et président de la Chambre des communes du Canada (1966-1974) († 16 juillet 1998).
- 19 août : Agnes Benidickson, première femme à être chancelier de l'Université Queen's († 23 mars 2007).
- 24 août : Alex Colville, peintre († 16 juillet 2013).
- 13 octobre : Evelyn Dick (en), meurtrier.

## Décès
- 25 avril : Alexander Grant MacKay (en), chef du Parti libéral de l'Ontario (° 7 mars 1860).
- 19 novembre : Byron Moffatt Britton (en), député fédéral de Kingston (1896-1901) (° 3 septembre 1833).